# 湯普金斯鎮區 (密歇根州)
湯普金斯鎮區（英語：Tompkins Township）是位於美國密歇根州傑克遜縣的一個行政鎮區。

## 地方資料
湯普金斯鎮區的面積為94.17平方千米，當中陸地面積為93.27平方千米，而水域面積為0.90平方千米。根據2020年美國人口普查的數據，當地共有人口2618人，而人口密度為每平方千米27.8人。